# Dicranomyia transsilvanica
Dicranomyia transsilvanica là một loài ruồi trong họ Limoniidae. Chúng phân bố ở miền Cổ bắc.